# Фриджерио, Уго
У́го Фридже́рио (итал. Ugo Frigerio; 16 сентября 1901, Милан — 7 июля 1968, Гарда) — итальянский легкоатлет (спортивная ходьба), трёхкратный олимпийский чемпион. Дважды знаменосец олимпийской сборной Италии на церемониях открытия игр в 1924 году в Париже и в 1932 году в Лос-Анджелесе. Традиционно пересекая финишную черту, выкрикивал (итал. «Viva l'Italia!» («Да здравствует Италия!»).

## Биография
Первой победы достиг на региональных соревнованиях в 17-летнем возрасте. Уже на следующий год в 1919 году стал чемпионом Италии в ходьбе на 10 километров, и не отдавал титул чемпиона до 1924 года. С 1920 по 1924 годы выиграл все соревнования, в которых принимал участие. На Олимпийских играх 1920 года в Антверпене стал двукратным чемпионом на дистанциях 3 и 10 километров. На следующих Олимпийских играх 1924 года в Париже дисциплина ходьбы на 3 километра была исключена из легкоатлетической программы соревнований, но 10-километровая дистанция вновь осталась за Фриджерио. В 1925 году совершил турне по США, где им было установлено 6 неофициальных мировых рекордов (мировые рекорды в лёгкой атлетике тогда официально еще не регистрировались). На Олимпийских играх 1928 года в Амстердаме ходовые дисциплины были исключены из программы, по данной причине атлет в Играх участия не принимал. На Олимпийских играх 1932 года в Лос-Анджелесе Уго Фриджерио удалось выиграть бронзовую медаль в заходе на дистанцию 50 километров.
После завершения карьеры спортсмена сосредоточил свои усилия в области сыродельного бизнеса, скончался в возрасте 66 лет.
Его имя носит улица в Потенце.